# Liste der Clubhouse-Sendungen
Die Liste der Clubhouse-Sendungen enthält eine Aufzählung der Sendungen und Serien, die bei Clubhouse vom Sendestart im Juli 1996 bis zur Einstellung im September 1999 ausgestrahlt wurden.

## Ausgestrahlte Sendungen nach Produktionsland
(Sender der Erstausstrahlung, falls diese nicht auf Clubhouse erfolgte.)

### Australien
- Bay City
- Black Beauty in Australien

### Frankreich
- Die Unsichtbaren im Einsatz

### Großbritannien
- Black Beauty (ARD)
- Chris Cross – Eine Klasse für sich (Kabel 1)
- Die Muppet Show (ZDF)
- Neue Abenteuer mit Black Beauty (ZDF)

### Kanada
- Catwalk
- Chris Cross – Eine Klasse für sich (Kabel 1)
- Die Unsichtbaren im Einsatz
- Grusel, Grauen, Gänsehaut
- Madison
- White Fang (Sat.1)

### Neuseeland
- Neue Abenteuer mit Black Beauty (ZDF)

### Vereinigte Staaten
- Baywatch – Die Rettungsschwimmer von Malibu (Das Erste)
- Clarissa (Nickelodeon)
- Die Muppet Show (ZDF)
- Fleischklops & Spaghetti (hr Fernsehen)
- Grusel, Grauen, Gänsehaut
- Out of the Blue – Sommer, Sonne, Florida (Comedy)
- Pete & Pete (Nickelodeon)
- Unser Haus (Sat.1)
- Was ist los mit Alex Mack? (Kabel 1)

## Nachweis
- Sendungsliste von Clubhouse bei fernsehserien.de